# Olof Röhlander
Andreas Olof Röhlander, född 15 mars 1976 i Tuna församling, Västernorrlands län, är en svensk författare och inspirationsföreläsare. 
År 2013 sände SVT en dokumentärfilm om Röhlander och hans yrke som föreläsare, Talaren.
2018 var Röhlander sommarpratare i P1.
Olof Röhlander är (2021) sammanboende med Maria Berghagen, dotter till Lasse Berghagen.